# Мартынов, Александр Гаврилович
Александр Гаврилович Мартынов (род. 1942) — Почётный верховный атаман Союза казаков России. С 1990 года по 2008 год верховный атаман союза казаков России.
Стоял у истоков землячества «Ростовчане», один из организаторов традиции «Московский хаш»... , один из зачинателей возрождения казачества.

## Биография
Родился 21 декабря 1942 года в станице Гниловской в семье донских казаков.
В 1969 году окончил Ростовский-на-Дону институт народного хозяйства, а в 1985 году — Московский институт управления им. С. Орджоникидзе.
Кандидат экономических наук. Преподавал в Ростовском институте народного хозяйства, затем перебрался в Москву, где возглавил автокомбинат № 14.
Принимал активное участие в возрождении донского казачества. В 1990 году на первом круге Союза казаков России избран его верховным атаманом. Возглавил отряд казаков во время Приднестровского конфликта.
Избирался депутатом Госдумы 2-го созыва от партии Наш Дом Россия.

## Награды и звания
- Награждён орденом «За личное мужество», государственными наградами, наградами и знаками отличия казачьих войск, ведомственными наградами.
- Почётный гражданин Республики Калмыкия.